# 下洛塔林吉亚公国
下洛塔林吉亚公国（英語：Duchy of Lower Lotharingia），亦称北洛塔林吉亚公国、下洛林公国、北洛林公国或在头衔内称为洛迪尔。它是一个于公元959年自洛塔林吉亚公国所分裂出来的部落公国，属于东法兰克王国五个日耳曼部落公国之一。其疆域包含了几乎所有现代荷兰、比利时、卢森堡及德国北部与法国东部地区。

## 历史
959年，洛泰林吉亚国王亨利的儿子布鲁诺一世将下洛林公国与上洛林公国同时自洛塔林吉亚王国分裂而出。他把下洛林公国赐给了戈弗雷一世，使得戈弗雷一世掌握了原洛林王国的北部、莱茵河的下游地区。上、下洛林公国共同于962年组成了布鲁诺的哥哥奥托一世所创立的神圣罗马帝国的西部疆域。
自戈弗雷的儿子里查死后，下洛林公国由神罗皇帝直接统治。直至977年，下洛林公国被奥托二世做为封地封给了法国国王洛泰尔的弟弟查尔斯。在戈蒂洛一世的统治下，上、下洛林公国于1033年至1044年暂时被统一。
在接下来的数十年中，因为海因里希四世与海因里希五世的斗争，下洛林公国被越来越边缘化。1100年，海因里希四世将下洛林公国赐予林堡伯爵亨利做为其封地。海因里希五世于数年后逼迫其父退位，立刻将戈弗雷一世封为下洛林公国的公爵。
1190年，时为公爵的戈弗雷三世去世，他的儿子亨利一世在海因里希六世及施韦比施哈尔议会的令下接受了下洛林公爵头衔。至此下洛林公国部分被并入布拉班特公国，其在布拉班特公爵治下属于帝国采邑的地区后改名为洛迪尔公国。

### 脚注
1. ↑  "Treaty of Joinville （页面存档备份，存于）".  In Davenport, Frances G. European Treaties Bearing on the History of the United States and Its Dependencies. The Lawbook Exchange, Ltd., 2004.